# 休闲旅游
休闲旅游是一種为了获得健康愉悦的体验的旅游活动，休闲旅游的关键就是要轻松。休闲定义为“于工作之外，于可自由运用的时间与金钱下，自主选择，并可获得健康愉悦的体验从事的活动。
休闲游避开了客流密集的熱門景点，到有草原、高山、河流及湖泊的大自然中静静地“泡”上几天，没有固定的观光项目，不是满满的行程表，追求的是心灵上的彻底放松。休闲旅游通常是一家人或一些非常要好的朋友、同事一起，到离居住地比较近的地方去度假。